# Briquet de provence
Briquet de provence är en hundras från Frankrike. Den är en mellanstor braquehund och drivande hund. Rasen är inte erkänd av Fédération Cynologique Internationale (FCI) men är nationellt erkänd av den franska kennelklubben Société centrale canine (SCC).